# Rapto de Políxena
El Rapto de Políxena es un grupo escultórico en mármol de gran belleza que se sitúa en la Loggia de la Signoria, en la ciudad de Florencia. Esta escultura fue realizada por el escultor italiano Pio Fedi entre los años 1860 y 1865, finalmente, después de cinco años de trabajo duro, la escultura fue llevada a la Loggia de la Signoria, donde fue recibida por el público con gran admiración, no era de extrañar que esta obra se convirtiera en uno de los máximos logros del escultor italiano, que propulsó a grandes magnitudes el estilo romántico.
Fedi se basó en los estilos barroco, romántico, renacentista, neoclásico y helenístico para realizar esta magnífica obra, que aún nos sorprende a todos de forma muy notable.

## Descripción y contexto
La obra nos relata la historia de Políxena, una princesa, hija de los reyes de Troya Hécuba y Príamo. Un oráculo afirmó públicamente de que si Troilo cumplía los veinte años de edad, Troya no sería derrotada.
A pesar del esfuerzo de los troyanos, Troilo y Políxena cayeron bajo una emboscada enemiga, Aquiles mató sin piedad a Troilo, pero la princesa troyana pudo escapar del acto. A partir de aquí hay varias versiones de como Aquiles se enamoró de Políxena:
Se dice de que Aquiles se enamoró de ella durante la emboscada, o durante un rito en honor al dios Apolo. También hay una versión muy famosa que cuenta como Políxena fue a donde su padre para visitar el sepulcro de su hermano difunto Héctor, donde ayudó personalmente a su familia transportando su tumba hacia otro lugar, para esto tuvo que tirar sus joyas más valiosas al muro de Troya, o también ofrecerse a Aquiles como su esclava.
Se dice que Aquiles abandonó a los aqueos para ofrecerse a las tropas troyanas, con tal de proteger a su bella amada, tras esto, Paris aprovechó sutilmente la situación para tirarle una flecha al talón de Aquiles, donde se encontraba su principal punto débil. Aquiles murió en batalla, dejando a Políxena bajo su suerte, poco después de esto el espíritu de Aquiles apareció frente a su hijo Neoptólemo, pidiéndole de que matara a Políxena cerca de su tumba.
Según Las Metamorfosis de Ovidio, la princesa troyana se suicidó en frente de la tumba de su amado, dejando este mundo con tal de permanecer permanentemente con su querida pareja.